# Гостиничный корпус Юрьева монастыря
Гостиничный корпус Юрьева монастыря — памятник архитектуры. Расположен в Великом Новгороде, современный адрес дома — Юрьевское шоссе, 10, строение 17.
Здание построено в 1828 году на месте разобранного здания хозяйственных служб и келий (в свою очередь, построенного в 1730-е). В нём должны были быть расположены кузница, столярная мастерская и бани. С конца века здание заняли гостиница и странноприимные кельи.
Дом одноэтажный, прямоугольный в плане. У окон лучковое завершение, планировка коридорная, коридор идёт вдоль западной стены. У части помещений своды сомкнутые, у части — плоские. В северной части расположен зал. Внутри здания расположена лестница, соединяющая здание с Лебяжьим корпусом.
Во время Великой Отечественной войны своды были частично разрушены, кровля и столярное наполнение утрачено.
В 1970—1974 годах прошли исследования и обмеры, был составлен проект реставрации и под руководством Т. В. Гладенко проведены восстановительные работы с сохранением (по большей части) форм XIX века. Дополнительные исследования и новый проект авторства И. Б. Аблизиной, подразумевавший восстановление изначальных форм, был составлен в 1980—1981 годах. На 2008 год здание принадлежит Новгородской епархии и используется монастырём.